# 莱北县
莱北县，中国旧县名。
山东抗日根据地设。1941年莱芜县一分为三，分为莱芜、莱东、新甫三县。地处莱芜县北部，故亦称莱北县。1945年三县撤销，仍合并为莱芜县。